# Pittenweem
Pittenweem è un piccolo e isolato villaggio di pescatori posto in un angolo del Fife, sulla costa orientale della Scozia, con una popolazione di 1.747 abitanti al censimento del 2001 e una stima di circa 1.600 abitanti per il 2006. Si trova circa 20 km a est di Leven e a 2 km da Anstruther.
Il nome deriva da Pictish in gaelico scozzese: Pit- rappresenta Pictish, con riferimento alla popolazione celtica dei Pitti, pett porzione di terra e -enweem, in gaelico scozzese na h-Uaimh, delle grotte, ossia posto delle grotte.
Pittenweem è attualmente il più attivo porto per la pesca dell'East Neuk del Fife oltre ad avere una certa importanza turistica e per l'artigianato che vi si è sviluppato.
Insieme ad un altro piccolo villaggio del Fife Elie, Pittenweem è stato scelto nel 1997 come location per la realizzazione del film L'ospite d'inverno The winter guest, ma la costa del Fife non ha inverni tanto rigidi con gelo e ghiaccio così come rappresentato nel film per esigenze di sceneggiatura.
È il luogo di nascita Ian Stewart musicista tra i fondatori del gruppo dei Rolling Stones.